# EP-101

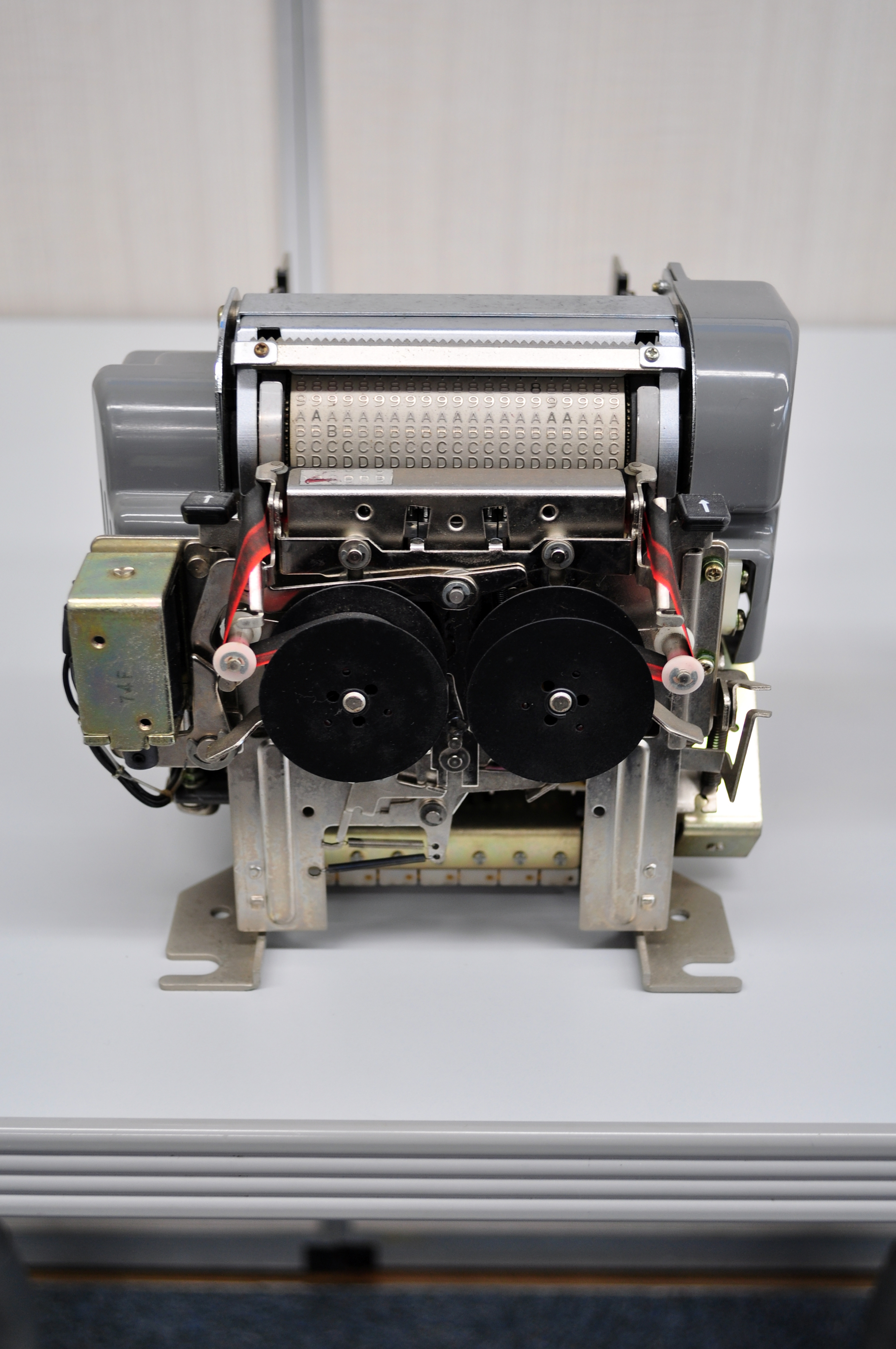
EP-101

La EP-101 è stata la prima stampante elettronica per la stampa di figure e simboli ed è stata lanciata da Shinshu Seiki Co. (ora conosciuta come Epson) nel settembre 1968.
Non era molto grande, essendo di soli 164 millimetri di larghezza, 72 millimetri di altezza, 133 millimetri di profondità, e pesava poco meno di 2,2 chilogrammi. È stata creata dal lavoro di sviluppo che la Shinshu Seiki Co. aveva fatto per la Suwa Seikosha Co. (ora nota come Seiko) quando divenne cronometrista ufficiale per i Giochi olimpici di Tokio del 1964.
Il nome Epson deriva dalla versione di nuova generazione di questa stampante: dall'inglese EP-son, ovvero figlio di EP.